# Edson Fernando da Silva Gomes
Edson Fernando da Silva Gomes (noto semplicemente come Edson; 24 aprile 1998) è un calciatore brasiliano, centrocampista del Ruch L'viv.

## Caratteristiche tecniche
È un centrocampista centrale.

## Carriera
Cresciuto nel settore giovanile dell'Alecrim, ha debuttato in prima squadra il 19 aprile 2015 in occasione dell'incontro del Campionato Potiguar vinto 2-1 contro il Santa Cruz-RN. Negli anni seguenti ha giocato nei primi due livelli del campionato statale di Rio Grande do Norte con le maglie di 	Alecrim e Globo, prima di essere acquistato a titolo definitivo dal Bahia nel 2019. Con il nuovo club ha vinto il Campionato Baiano 2020 collezionando 10 presenze ed ha debuttato nel Brasileirão disputando l'incontro perso 5-3 contro il Flamengo del 3 settembre.

## Palmarès

### Club

#### Competizioni statali
- Campionato Baiano: 1

Bahia: 2020